# Kurt Pinthus

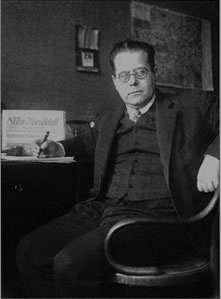
Kurt Pinthus

Kurt Pinthus (* 29. April 1886 in Erfurt; † 11. Juli 1975 in Marbach am Neckar; Pseudonym Paulus Potter) war ein deutscher Schriftsteller und Journalist.

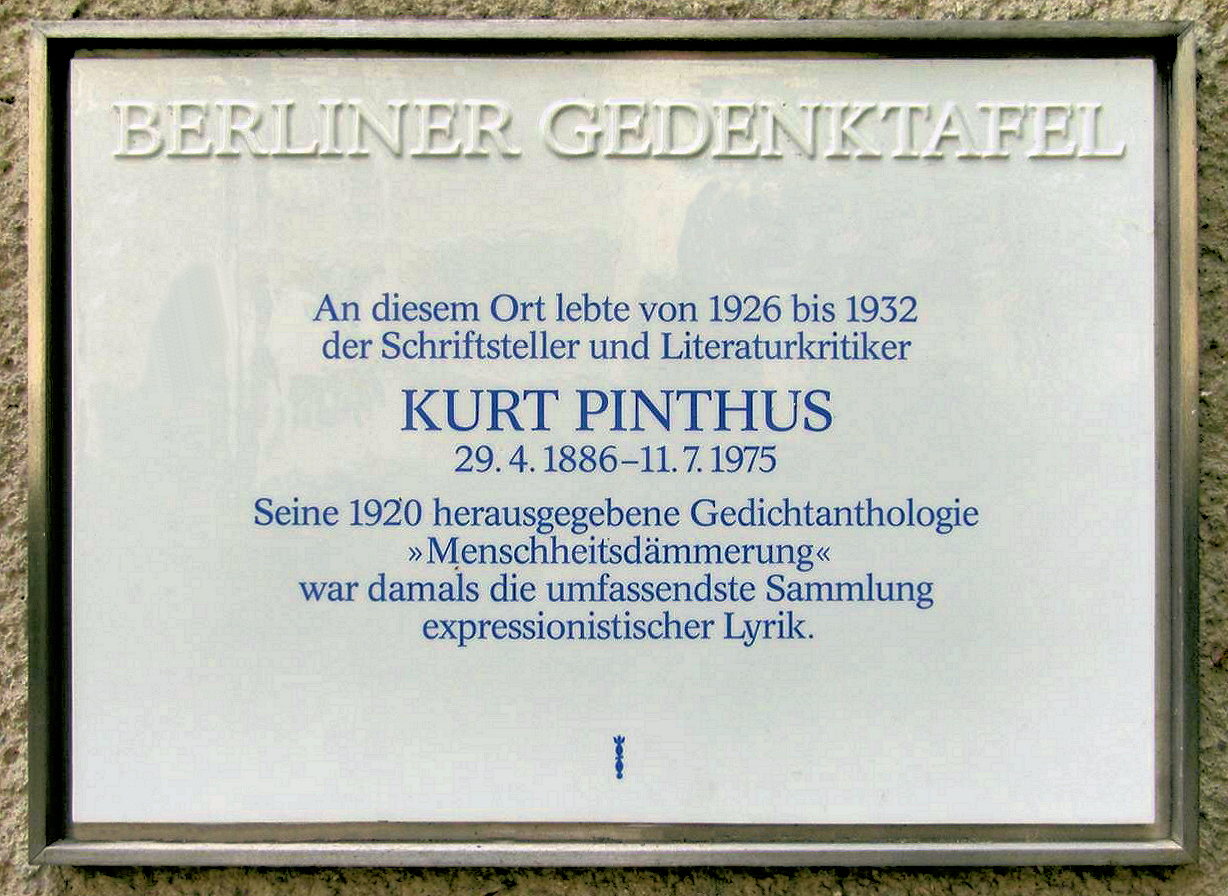
Berliner Gedenktafel am Haus Heilbronner Straße 2, in Berlin-Schöneberg

## Leben
Kurt Pinthus, Sohn eines jüdischen Geschäftsmannes, ging in Erfurt aufs Königliche Gymnasium. Danach studierte er Literaturgeschichte, Philosophie und Geschichte an den Universitäten Freiburg im Breisgau, Berlin, Genf und Leipzig, wo er 1910 zum Thema „Die Romane Levin Schückings: ein Beitrag zur Geschichte und Technik des Romans“ zum Dr. phil. promoviert wurde. Als Vermittler und Vorreiter des literarischen Expressionismus in Deutschland stand er in stetem Kontakt mit Autoren wie Johannes R. Becher, Gottfried Benn, Max Brod, Theodor Däubler, Albert Ehrenstein, Walter Hasenclever, Kurt Hiller, Franz Kafka, Franz Werfel und Paul Zech. In seiner Funktion als literarischer Berater des Rowohlt Verlags und als Lektor im Kurt Wolff Verlag verhalf er vielen Schriftstellern des Expressionismus zur Veröffentlichung. Während der Räterepublik nach dem Ersten Weltkrieg war Pinthus Soldatenrat. 1919/1920 veröffentlichte er die Gedichtanthologie Menschheitsdämmerung, die zu einem literarischen Standardwerk wurde und deren Einleitung die Entwicklungsgeschichte des literarischen Expressionismus aufzeigt.
Anfang der 1920er Jahre war Pinthus Dramaturg an den Reinhardt-Bühnen in Berlin. Anschließend arbeitete er als Journalist bei mehreren deutschen und internationalen Zeitungen und Zeitschriften. Zwischen 1925 und 1933 war er Rundfunksprecher und Mitglied der literarischen Kommission bei der Funk-Stunde Berlin. 1933 wurden seine Werke von den Nationalsozialisten verboten. 1937 floh er in die USA. Mit Wirkung vom 30. April 1940 wurde ihm von der Universität Leipzig sein Doktorgrad aufgrund von § 2 des Gesetzes über den Widerruf von Einbürgerungen und die Aberkennung der deutschen Staatsangehörigkeit entzogen. Von 1938 bis 1940 war er Dozent an der New School for Social Research in New York City, 1941 bis 1947 wissenschaftlicher Berater bei der Theatersammlung der Library of Congress in Washington, D.C. Von 1947 bis 1961 unterrichtete Pinthus Theatergeschichte an der Columbia-Universität in New York. Ab 1957 reiste er mehrmals nach Europa und entschloss sich, 1967 wieder nach Deutschland zurückzukehren. In Marbach am Neckar, wo er seine letzten Lebensjahre verbrachte, arbeitete er im Deutschen Literatur-Archiv des Schiller-Nationalmuseums mit. Dort wird auch sein Nachlass betreut.

## Werke
- Die Romane Levin Schückings: ein Beitrag zur Geschichte und Technik des Romans. R. Voigtländers Verlag, Leipzig 1911 (Diss. Phil. Leipzig 1910).
- Das Kinobuch, Leipzig: Wolff, 1914
- Kriegsabenteuer aus alter Zeit, München: Georg Müller, 1914
- Deutsche Kriegsreden, München, Berlin: Georg Müller, 1916
- als Hrsg.: Menschheitsdämmerung, Symphonie jüngster Dichtung, Rowohlt, Berlin 1920; revidierte Ausgabe: Menschheitsdämmerung – Ein Dokument des Expressionismus, mit wesentlich erweitertem bio-bibliographischen Anhang, Rowohlt, Reinbek 1959ff, ISBN 3-499-45055-0
- Der Zeitgenosse, Stuttgart: Klett, 1971